# 류치

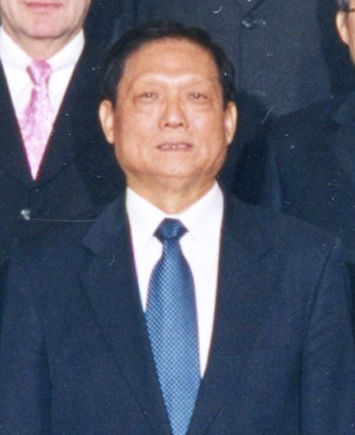

류치(劉淇, 1942년 11월 ~ )는 중화인민공화국의 정치인이다. 베이징시 당위원회 서기를 역임했으며, 현재 중국공산당 중앙정치국 위원이다.

## 경력
장쑤성 우진 출신으로 베이징 101중학을 졸업하고 베이징강철학원 야금학부(현재 베이징과기대학)를 거쳐 베이징강철학원 연철전업 원구원을 지냈다. 1968년 베이징강철학원을 졸업하고, 우한강철공사에 2호가스 노동자로 입사했다. 1970년 우한강철공사 제철2호 용광로 기술원과 기사를 지냈다. 1975년 9월 중국 공산당에 입당하였으며, 1978년 12월 우한강철공사 제철2호 용광로 생산부로장, 3호 용광로 노장을 맡았다. 1983년 4월에는 우한강철공장 생산담당 부공장장을 거쳐 생산부장을 지냈다. 1985년 우한강철공사 부경리가 되었으며, 1990년에는 우한강철공사 당위원회 상무위원을 거쳐, 우한강철공사 경리에 올랐다.
1992년 중국공산당 제14차 전국인민대표대회에서 중앙위원후보로 선출되었고, 1993년 3월 제8기 전인대에서 국무원 야금공업부 부장에 임명되었다. 1997년 9월 제15차 전국인민대표대회에서는 중앙위원으로 선출되었고, 1998년 4월에 베이징 시당위원회 부서기와 부시장에 임명되었다. 또한 1999년 2월 베이징 시장에 오른 데 이어서 2002년 10월에는 베이징 시 당위원회 서기에 올랐다.
2002년 11월에 중국공산당 제16차 전국인민대표대회에서 중앙위원, 그리고 제16기 1중전회에서는 중국공산당 중앙정치국 위원에 임명되었다. 2012년 7월, 중국 공산당 18차 전국대표대회를 앞두고 베이징 시 당위원회 서기에서 물러났다.

## 기타
2001년 12월부터 2008년까지 베이징올림픽 조직위원장을 지냈으며, 류치는 베이징 시장으로서 베이징 올림픽과 2009년 10월의 중화인민공화국 건국 60주년 식전 행사의 사회를 맡았다.